# CTV Speed Channel
Discovery Velocity est une chaîne canadienne spécialisée discrétionnaire détenue par 2953285 Canada Inc., une coentreprise entre CTV Specialty Television Inc. (composée de Bell Media et ESPN Inc. qui en détient 80 %) et Warner Bros. Discovery (qui détient les 20 % restants).

## Histoire
À partir d'août 2003, CTV exploite une chaîne appelée Discovery Channel HD, qui diffuse simultanément en haute définition la programmation principale de Discovery Channel, le cas échéant. En août 2005, le Conseil de la radiodiffusion et des télécommunications canadiennes (CRTC) approuve une demande de nouveau service numérique de catégorie 2, Discovery HD Theatre (basé sur la chaîne américaine du même nom), couvrant de nombreux genres identiques à ceux de Discovery Channel, mais avec une programmation distincte composée exclusivement de programmation en haute définition. Discovery HD Theatre remplace Discovery Channel HD le 19 décembre 2005. Tout en conservant le même format, la chaîne est renommée Discovery HD en 2009.
En juin 2010, CTVglobemedia a annoncé le lancement de trois nouvelles chaînes de marque Discovery au Canada, dont Discovery HD, rebaptisée Discovery World HD (plus tard Discovery World) le 2 août 2010, avec une nouvelle programmation visant à « présenter un portrait magnifique et brillant de notre monde en haute définition ». Une diffusion simultanée HD distincte de Discovery Channel a été lancée en juin 2011. 
En janvier 2015, Bell Media a annoncé que Discovery World serait rebaptisée Discovery Velocity le 12 février 2015. Il s'agit d'une version canadienne de la chaîne américaine Velocity , qui était le format actuel de l'homologue américain d'origine du réseau. Avec ce changement de marque, le réseau a mis davantage l'accent sur les séries axées sur l'automobile, bien que certains programmes non automobiles de Discovery World aient été repris. 
Le 10 juin 2024, Rogers Sports & Media a annoncé avoir conclu un accord avec Warner Bros. Discovery (WBD) pour les droits canadiens de ses marques lifestyle à compter de janvier 2025, qui ont ensuite été confirmés comme incluant Discovery Velocity / Motor Trend.  Cela a conduit à une action en justice de Bell, qui a affirmé que cette décision violerait les clauses de non-concurrence précédentes avec WBD; l'affaire a été réglée à l'amiable en octobre.  Rogers a annoncé que le contenu de Motor Trend serait transféré vers ses plateformes à la demande et en streaming, notamment Citytv+, plutôt que sur une nouvelle chaîne linéaire. 
Il s'agit d'une version canadienne de la chaîne américaine anciennement du même nom (maintenant connue sous le nom de Motor Trend), et diffuse des séries factuelles et de type réalité liées aux automobiles et aux transports (y compris des séries de la bibliothèque de Discovery).
Cette chaîne a été fondée le 19 décembre 2005 sous le nom de Discovery HD Theatre (une orthographe canadienne de HD Theater) par Bell Globemedia et Discovery Communications. Deux ans après que son homologue américain ait été rebaptisé HD Theater, il a été renommé Discovery HD en 2009, mais n'a pas suivi le changement de nom de son homologue américain en 2011, mais a plutôt été renommé Discovery World HD en 2010, mais le nom HD a été abandonné en 2012 avant d'être finalement rebaptisé à son nom actuel en 2015.
Bell Media perdra les droits sur la marque Discovery Velocity et la programmation de Motor Trend à la fin de 2024, mais la chaîne conservera un thème de programmation similaire à celui de CTV Speed Channel à compter du 1er janvier 2025.Rogers Sports & Media reprendra les droits canadiens de la programmation de Motor Trend, la distribuant principalement via ses plateformes de streaming et à la demande.